# Zhang Lichang
Zhang Lichang (chinesisch 张立昌, Pinyin Zhāng Lìchāng; * Juni 1939 in Nanpi, Provinz Hubei, Republik China; † 10. Januar 2008 in Tianjin, Volksrepublik China) war ein chinesischer kommunistischer Politiker, ehemaliger Parteivorsitzender von Tianjin und Mitglied des Politbüros.

## Politische Laufbahn und Aufstieg zum Bürgermeister von Tianjin
Nach dem Studium an einer Fachhochschule für Wirtschaft in Peking trat er im Februar 1966 der Kommunistischen Partei Chinas (KPCh) bei. Anschließend übernahm er zunehmend bedeutendere Ämter in der Partei, der Verwaltung sowie der Wirtschaft in der wichtigen Hafenstadt Tianjin.
Bereits zuvor begann seine berufliche und politische Laufbahn in einer Fabrik für nahtlose Rohre in Tianjin als Abteilungsleiter sowie stellvertretender Sekretär des Jugendverbandes (1960 bis 1966). Danach war er bis 1972 stellvertretender Direktor sowie schließlich 1972 bis 1980 Direktor sowie stellvertretender Sekretär des Parteikomitees der Fabrik.
Zwischen 1980 und 1983 stieg er in Tianjin zum Mitglied des Ständigen Ausschusses des Parteikomitees und stellvertretenden Leiter des Amtes für Hüttenindustrie der Stadt auf. Von 1983 bis 1985 war er Stellvertretender Sekretär des Parteikomitees, Stellvertretender Vorsitzender und danach Vorsitzender der Wirtschaftskommission der Stadt.
Von 1985 bis 1993 war er Stellvertretender Bürgermeister von Tianjin sowie zusätzlich Sekretär des Arbeitskomitees für Industrie des städtischen Parteikomitees sowie Vorsitzender der Kommission der städtischen Zollämter (1985 bis 1988). Zwischen 1989 und 1993 war er zusätzlich Stellvertretender Sekretär des 5. Parteikomitees der Stadt. Zwischen Januar 1987 und Januar 1989 absolvierte er ein Fernstudium an der Wirtschaftsuniversität von Peking.
Seit 1993 war er Bürgermeister von Tianjin sowie Sekretär der Parteigruppe der Stadtregierung. Zusätzlich war er zunächst Stellvertretender Sekretär des 6. Parteikomitees. Im August 1997 wurde er schließlich Sekretär des 6. Parteikomitees.

## Aufstieg zum Parteichef von Tianjin und nationale Ämter
Zhang wurde im Mai 1998 Sekretär des Parteikomitees der Stadt Tianjin. Zugleich übernahm er das Amt des Vorsitzenden des Ständigen Volkskongresses der Stadt.
Bereits 1982 wurde er Kandidat des 12. Zentralkomitees (ZK) der KPCh. Seit dem 14. Parteitag der KPCh (1992) gehörte er dem ZK als Mitglied an. Seit dem 16. Parteitag der KPCh im Jahr 2002 war er Mitglied des Politbüros des ZK und gehörte damit dem erweiterten Führungskreis der chinesischen Parteiführung an. Des Weiteren war er seit 1993 Abgeordneter des Nationalen Volkskongresses.
Im März 2007 wurde er allerdings vor dem im Herbst 2007 stattfindenden 17. Parteitag der KPCh von Zhang Gaoli als Sekretär des Parteikomitees von Tianjin durch einen Beschluss des ZK abgelöst. Dieser wurde auch sein Nachfolger als Mitglied des Politbüros.
Zhang verstarb am 10. Januar 2008 in Tianjin.